# Carlos Gamarra
Carlos Alberto Gamarra Pavón, mais conhecido como Gamarra (Ypacaraí, 17 de fevereiro de 1971), é um ex-futebolista paraguaio, considerado um dos melhores zagueiros do futebol sul-americano, e ídolo nos diversos clubes que passou. Recebeu seu nome em homenagem ao capitão da Seleção Brasileira de 1970, Carlos Alberto Torres.

## Carreira
Gamarra iniciou sua carreira no Cerro Porteño em 1991 e, em seguida, passou pelo Club Atlético Independiente da Argentina, antes de retornar ao Cerro.
Ele representou a Seleção Paraguaia nas Olimpíadas de 1992.
No Sport Club Internacional, onde teve 89 partidas disputadas e quatro gols marcados, o zagueiro conquistou o Torneio Mercosul de 1996 e o Campeonato Gaúcho de 1997. Também foi premiado com a Bola de Prata nos Brasileirões de 1995 e 1996.
Em 1997, veio a primeira tentativa no futebol europeu, quando Gamarra transferiu-se para o Sport Lisboa e Benfica, de Portugal. Embora bastante rentável financeiramente, a passagem pelo Benfica acabou não lhe abrindo as portas para os grande clubes europeus e, com isso, o paraguaio decidiu se voltar ao Brasil, desta vez, defendendo o Corinthians.
Em 1998, na passagem pelo Corinthians, então comandado por Wanderley Luxemburgo, Gamarra conquistou o Campeonato Brasileiro de 1998, e passou a ser idolatrado pela torcida alvinegra.  Seu futebol combativo, mas sem muitas faltas, foi enaltecido pela crítica esportiva, que incluiu seu nome no hall de craques estrangeiros que brilharam no Brasil, a exemplo de Figueroa, Pedro Rocha, Rodolfo Rodriguez e Ramos Delgado.
Contudo, a consagração definitiva de sua carreira aconteceu na Copa do Mundo FIFA de 1998, quando o zagueiro da Seleção Paraguaia foi eleito o melhor defensor do Mundial. O zagueiro paraguaio mostrou toda sua capacidade técnica nos quatro jogos disputados pelo Paraguai, e encantou o mundo ao terminar a competição sem ter cometido uma única falta sequer, mesmo tendo enfrentado adversários como Stoichkov, Raúl, Kanu, Henry e Trezeguet. Nas oitavas-de-final, em que seu time fora derrotado pela futura campeã e dona da casa França, jogou a partida com o ombro deslocado.
Depois da Copa, Gamarra ainda disputou 4 partidas sem cometer nenhuma falta, totalizando 765 minutos sem qualquer tipo de infração. A falta ocorreu no jogo válido pelo Campeonato Brasileiro de 1998 no Pacaembu contra o Grêmio num lance duvidoso aos 40 minutos do primeiro tempo.
Em 1999, o Corinthians conquistou o Paulista em cima do Palmeiras. Em busca de novos objetivos, Gamarra transferiu-se para o Atlético de Madrid logo após o Paulista de 1999.
Porém, as coisas não deram muito certo na Espanha e, no final daquela temporada, o fraco time do Atlético acabou sendo rebaixado para a segunda divisão espanhola.
Depois de mais uma passagem frustrada pelo futebol europeu, Gamarra veio jogar no Clube de Regatas do Flamengo. Em duas temporadas no rubro negro, Gamarra oscilou altos e baixos. Entretanto, voltou a ser prestigiado após a conquista da Copa dos Campeões e a subsequente classificação para a Libertadores de 2002.
Contudo, o sonho recorrente de vencer no futebol da Europa, aliado aos salários atrasados no Flamengo, foram decisivos na sua transferência para a Grécia. Jogando pelo AEK Atenas, Gamarra sagrou-se campeão da Copa da Grécia e, enfim, alcançou seu maior objetivo em 2002, quando foi contratado pela Inter de Milão, um dos clubes mais importantes da Itália.
Gamarra jogou na Inter de 2002 a 2005, tendo conquistado a Copa da Itália de 2005. Mas em sua última temporada pelo clube italiano, Gamarra deixou de ser aproveitado e passou a frequentar o banco de reservas. Descontente, o paraguaio assinou contrato com o Palmeiras, o maior rival do seu ex-time, o Corinthians.
Em 2006, durante a Copa do Mundo da Alemanha, Gamarra anunciou sua aposentadoria da Seleção Paraguaia. Além disso, o atleta conquistou um recorde pouco louvável durante a competição, marcando o gol contra mais rápido das Copas - aos 3 minutos do 1° tempo, na derrota por 1x0 para a Inglaterra.
Em seguida, no seu retorno ao Brasil, o jogador foi dispensado pelo Palmeiras.
Finalmente, decidido a encerrar sua carreira no Paraguai, Gamarra assinou com o Olimpia em 2007. Em 2008, anunciou sua aposentadoria do futebol.

## Vida pessoal
Gamarra visita com frequência o santuário da Virgem de Caacupé.

## Títulos

### Como jogador
Internazionale
- Copa da Itália: 2004-05

AEK Atenas
- Copa da Grécia: 2001-02

Flamengo
- Copa dos Campeões: 2001
- Campeonato Carioca: 2001
- Taça Guanabara: 2001

Corinthians
- Campeonato Brasileiro: 1998
- Campeonato Paulista: 1999

Internacional
- Campeonato Gaúcho: 1997
- Torneio Mercosul: 1996

Cerro Porteño
- Campeonato Paraguaio: 1994

### Prêmios Individuais
- Futebolista Paraguaio do Ano: 1997 e 1998
- Seleção da Copa do Mundo da FIFA: 1998
- Equipe Ideal da América do Sul: 1995, 1996, 1998, 2000 e 2005
- Prêmio Craque do Brasileirão: 2005
- Bola de Prata do Campeonato Brasileiro: 1995, 1996, 1998 e 2005
- IFFHS MEN’S ALL TIME PARAGUAY DREAM TEAM[6]